# Polycarpa violacea
Polycarpa violacea is een zakpijpensoort uit de familie van de Styelidae. De wetenschappelijke naam van de soort is voor het eerst geldig gepubliceerd in 1863 door Alder.